# 虎舞

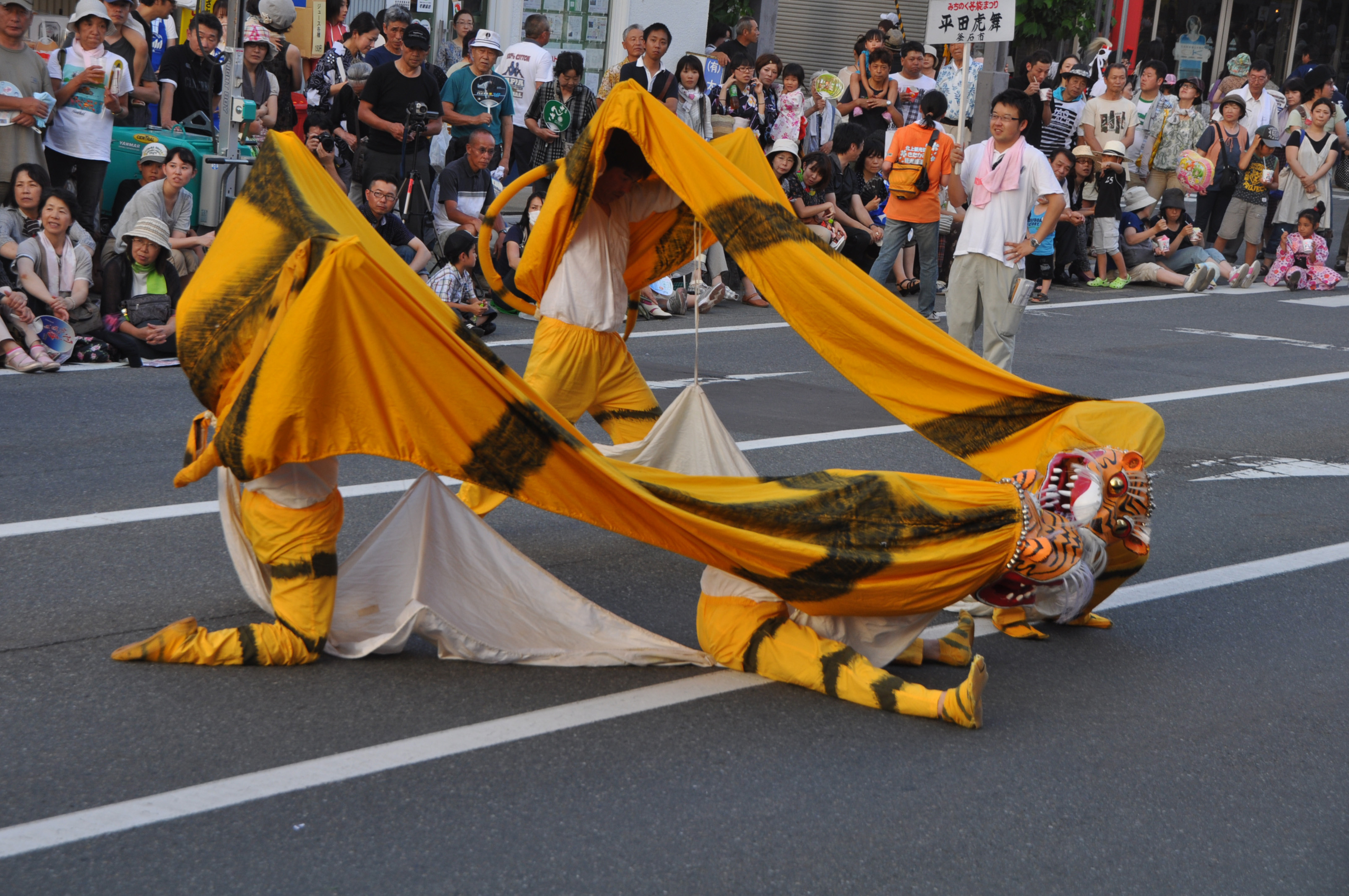
釜石市の虎踊（北上・みちのく芸能まつりで

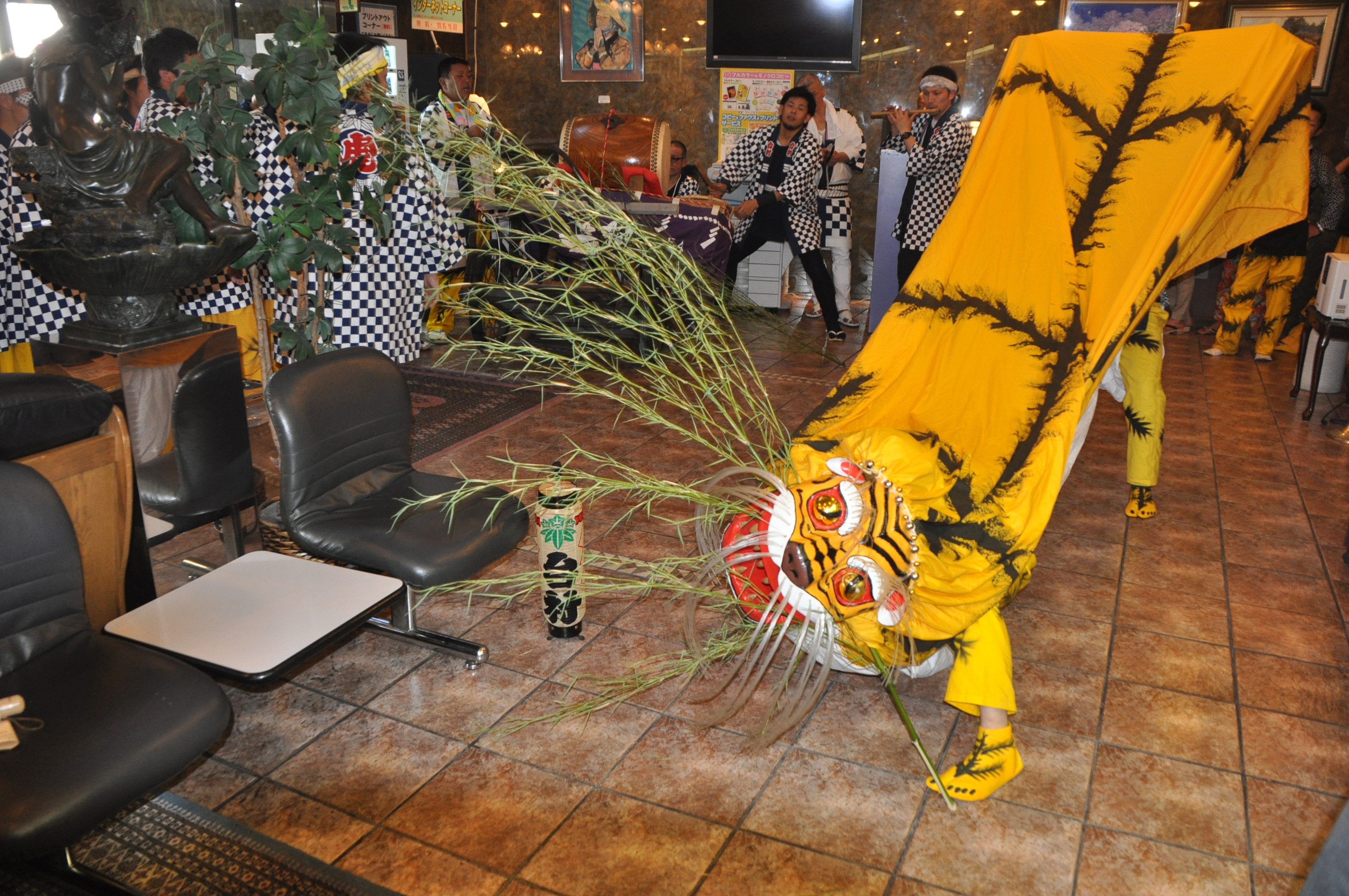
釜石市の虎踊（北上・みちのく芸能まつりの最中に、ホテルのロビーで「笹食み」を演じて門付）

虎舞（とらまい）は虎舞い（とらまい）、虎踊り（とらおどり）、タイガーダンスなどともいい、世界各地で虎に扮装した者が主役または脇役の踊りである。

## インド
- オリッサ州ソナブル県のタイガーダンス (Baagh Naach)
- ケーララ州のオナム

## 日本
東北の太平洋岸に多く分布している。易経の「雲は龍に従い、風は虎に従う」という故事から、強風と乾燥による火災が多い南東北では火伏せ、「虎は千里行って、千里帰る」という言い伝えから漁業が盛んな青森や三陸地域では航海安全の祈願として伝承されている。
- 青森県八戸市の八戸三社大祭の虎舞

八戸市内では鮫・湊・小中野・新井田などいくつかの地域に虎舞が伝えられている。八戸三社大祭では行列の中で披露され、アクロバティックな演技を見せる。虎に頭を噛まれると無病息災のご利益があるとされている。
- 青森県南部町・おいらせ町・岩手県九戸村・軽米町などの「南部虎舞」

南部町名川、おいらせ町百石、九戸村伊保内、同戸田、軽米町などでは「南部虎舞」と呼ばれるものが神輿渡御などに随行し、観客の頭を噛んで回る。
- 岩手県釜石市・大槌町・山田町などの虎舞[3][4]

歌舞伎芝居「国性爺合戦」の虎退治の場面が虎舞のルーツとされる。大槌町の吉里吉里虎舞は、江戸時代に交易により莫大な富を築いた豪商・吉里吉里善兵衛が隆盛していたころ、国性爺合戦を江戸で観た千石船の乗組員たちが郷土で再現してみたのが始まりと言われる。
また、大槌町などの虎舞は、歌舞伎芝居「国性爺合戦」などの虎退治の場面が虎舞のルーツとされていて、実際に虎退治の場面を再現したものもある。これは山田町境田虎舞にも同じ和藤内の虎退治の場面がある。大槌町の他の虎舞は、虎の生態を細かく写した「跳ね虎」「笹噛み」「矢車」「甚句」（男踊り）この虎舞のルーツは、「漁師の男達の船がいつ転覆するか分からない、遭難するかもしれないというので勇壮な虎にあやかり、勇ましい虎舞ができた。」という説と「ある武将が、兵隊の戦意向上のため、家臣たちに虎の着ぐるみをつけて踊らせ、そのまま虎舞になった。」という説が存在する。
- 岩手県大船渡市末崎町の「門中組虎舞」[17] [18] [19] [20]
- 宮城県加美町中新田の「火伏せの虎舞」→後述

中学生の男子二人一組で虎になり、屋根の上に並んで火伏の祈祷舞を演じる。
- 宮城県気仙沼市の虎舞

梯子虎舞の「波板虎舞」「松圃虎舞」、階上地区の「明戸虎舞」は県指定無形文化財。ほか「平磯虎舞」「磯草虎舞」などが代表的で、市内に約10の団体がある。
- 神奈川県横須賀市の「浦賀の虎踊」[21]（叶神社など）
- 香川県東かがわ市白鳥地区の「白鳥虎頭の舞保存会」
- 香川県さぬき市筒野地区の「筒野虎獅子保存会」

- 愛媛県松山市三津地区の「古三津虎舞」

古三津虎舞は、三津厳島神社の秋祭りで奉納される伝統芸能。後の松山城初代城主加藤嘉明が、豊臣秀吉の朝鮮出兵の際に虎狩りをしたという言い伝えを再現している。

### 宮城県加美町中新田の「火伏せの虎舞」
宮城県加美町中新田の虎舞は「火伏せの虎舞」と呼ばれ、宮城県無形民俗文化財、国選択記録作成などの措置を講ずべき無形の民俗文化財に登録されている。毎年4月29日に旧中新田町市街地で行われる初午まつりで演じられる。 

#### 歴史
この虎舞は稲荷神社の初午の日の祭礼行事として始まった。後の大崎氏の頃から「雲は龍に従い、風は雲に従う」という中国の故事にならい、虎の威を借りて風を鎮めようとする、鎮火祭や火伏祭としての意義を持つようになった。 その背景としては早春から初夏にかけ奥羽山脈から吹き付ける強風のために、度々大火に見舞われるという地理的な特徴がある。江戸末期から明治35年までの間には、9回も大きな火災に見舞われている。明治35年の大火では町の大部分が被害に遭い、一時期祭りは行われなかったが、のちに更なる火災への危機意識のために復活した。
かつては町人町である三つの町が取り仕切っていたことから、この虎舞は富裕層の持つ財を人々に還元するという経済政策の側面を持っていたとされるが、現在は昭和47年に結成した火伏せの虎舞保存会によって保存されている。 

#### 祭り
以前は、岡町、南町、西町の三つの町の火消し組によって執り行われており、山車にはそれぞれお稲荷様、天照大神、八幡社が祀られていた。木綿に絵の具で虎模様を書いた虎舞の胴の長さはおよそ2.4メートルで、頭は木彫りであった。家の庭先で行われる虎舞だが、屋根に登って舞うことで火伏せの効果があるとされていた。
囃子は「通り」「本調子」「岡崎」の三種類があり、虎舞は「本調子の舞」「寝ざめの虎の舞」「岡崎の舞」の三種類がある。演奏に使われる太鼓のばちは、短く膨らんだ独特な形をしており、身体全体の力を両手に集めて打つためと伝えられている。
虎舞では、虎一頭に二人一組となり、虎の面と尻尾がついた胴幕を被って 笛と太鼓のリズムで舞う。虎舞の踊り手は、主に地元の中学生で、消防団の厳しい選考試験に受かった子どもだけが、祭りの当日に舞を披露できる。 